# Arcidiecéze lublaňská
Arcidiecéze lublaňská (latinsky Archidioecesis Labacensis; slovin.: Nadškofija Ljubljana) je římskokatolická diecéze se sídlem v Lublani.

## Historie

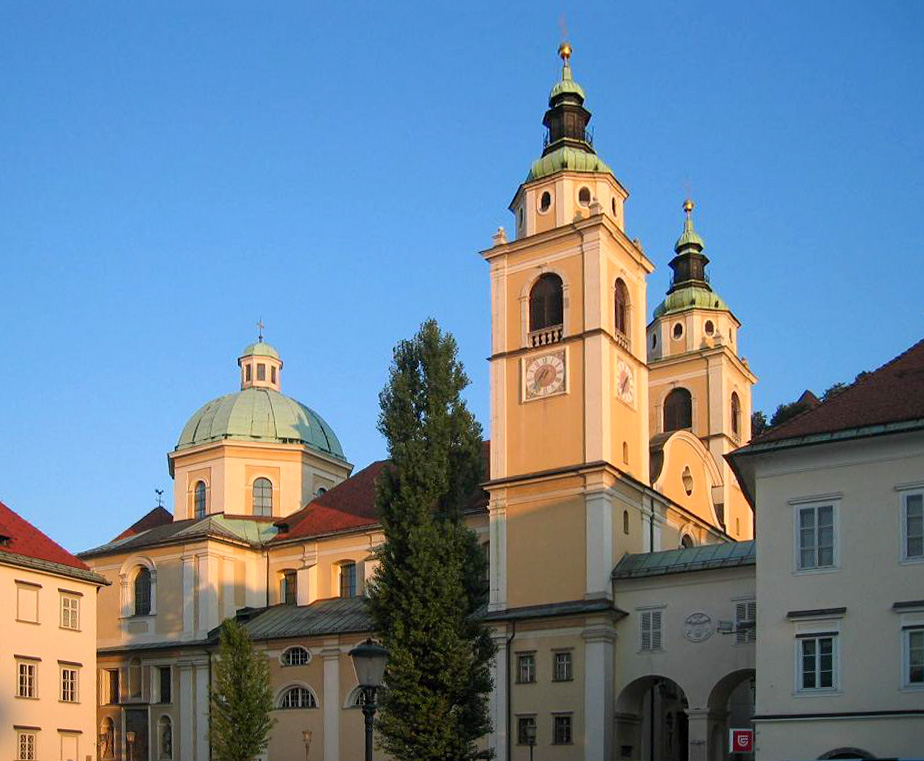
Katedrála svatého Mikuláše v Lublani

Lublaňské biskupství bylo zřízeno na popud císaře Fridricha III. Habsburského 6. prosince 1461 bulou papeže Pia II.
Jako první biskup byl jmenován Zikmund z Lamberka. 
22. prosince 1961 povýšil papež Jan XXIII. biskupství na arcibiskupství. Při zřízení biskupství v Terstu bylo biskupství Koper přičleněno k Lublani a papež Pavel VI. vyhlásil 22. listopadu 1968 novou církevní provincii. Lublaň je od té doby sídlem metropolity. V roce 2006 se vyčlenilo nové biskupství Novo mesto.